# Digonogastra laevis
Digonogastra laevis är en stekelart som först beskrevs av Smith 1879.  Digonogastra laevis ingår i släktet Digonogastra och familjen bracksteklar. Inga underarter finns listade i Catalogue of Life.